# Trachina
Trachina (Trachinus radiatus) – gatunek ryby z rodziny ostroszowatych (Trachinidae).

## Występowanie
Występuje w północnym Atlantyku od Portugalii do Zatoki Gwinejskiej oraz w Morzu Śródziemnym.
Ryba żyjąca na dnie piaszczystym i mulistym na głębokości do 150 m. Tryb jej życia jest słabo poznany.

## Opis
Dorasta maksymalnie do 25 cm. Ciało długie, wąskie, bocznie spłaszczone. Głowa w stosunku do ciała duża. Szeroki otwór gębowy. Oczy wysoko osadzone na głowie, skierowane ku górze. Przy przednim górnym brzegu oka 23 małe ciernie, a za okiem trzy duże płytki kostne, promieniście prążkowane. Na pokrywie skrzelowej silny kolec jadowy. Płetwa grzbietowe podzielona, pierwsza część krótka podparta 6 kolcami jadowymi, druga bardzo długa podparta 24–27 miękkimi promieniami. Płetwa odbytowa bardzo długa podparta 1 twardym i 26–29 miękkimi promieniami.
Ubarwienie: grzbiet brązowy, brzuch żółtobrązowy, spód głowy białawy. Na grzbiecie i bokach ciemniejsze pierścieniowate plamy. Pierwsza część płetwy grzbietowej w przedniej części czarna.

## Odżywianie
Odżywia się skorupiakami i małymi rybami żyjącymi przy dnie.

## Rozród
Biologia rozrodu jest słabo poznana.